# Mechanicsville (Virginia)
Mechanicsville  es un lugar designado por el censo situado en el condado de Hanover, Virginia  (Estados Unidos). Según el censo de 2010 tenía una población de 36.348 habitantes.

## Demografía
Según el censo del 2000, Mechanicsville tenía 30.464 habitantes, 11.607 viviendas, y 8.832 familias. La densidad de población era de 414,5 habitantes por km².
De las 5.131 viviendas en un 39,4%  vivían niños de menos de 18 años, en un 62,7%  vivían parejas casadas, en un 10,6% mujeres solteras, y en un 23,9% no eran unidades familiares. En el 19,7% de las viviendas  vivían personas solas el 7,4% de las cuales correspondía a personas de 65 años o más que vivían solas. El número medio de personas viviendo en cada vivienda era de 2,61 y el número medio de personas que vivían en cada familia era de 3,00.
Por edades la población se repartía de la siguiente manera: un 26,9% tenía menos de 18 años, un 5,7% entre 18 y 24, un 33,6% entre 25 y 44, un 22,5% de 45 a 60 y un 11,2% 65 años o más.
La edad media era de 36 años.  Por cada 100 mujeres de 18 o más años  había 92,8 hombres.
La renta media por vivienda era de 57.032$ y la renta media por familia de 62.209$. Los hombres tenían una renta media de 41.338$ mientras que las mujeres 30.217$. La renta per cápita de la población era de 24.068$. En torno al 3,3% de las familias y el 2,8% de la población estaban por debajo del umbral de pobreza.

## Localidades adyacentes
El siguiente diagrama muestra a las localidades más próximas a Mechanicsville .